# Missouria
Missouria (også kaldt missouri:Index  og i gamle skrifter oumessourit):12  er en nordamerikansk og føderalt anerkendt indianerstamme med et reservat i Oklahoma fælles med otoerne.:2 
Missouriaernes navn for dem selv på deres eget sprog, der hører til chiwere siouan sproggruppen, er nyut^achi. Det er både oversat til ”Folk ved flodens munding” og ”Dem der døde i vandet”. Det sidste er en henvisning til sac- og fox-stammernes fælles massakre på missouriaerne på vej ned ad Missouri River i kanoer i 1790'erne,:4  da op mod 400 af stammens omkring 800 medlemmer blev dræbt.:111 
Missouria stammen er sammensat af klaner med dyrenavne.:13  Den har lagt navn til staten Missouri og også til Nordamerikas længste biflod.:1 
Missouriaerne hører til et af flere upåagtede oprindelige folk i USA, fordi de ikke udkæmpede kampe med den amerikanske hær. Derfor har deres høvdinge og krigere aldrig vundet medierne og den brede offentligheds interesse.:2 

## Historie

### Forhistorisk tid
Engang i 1400 tallet bevægede indfødte amerikanere fra Lake Michigan i nord sig mod sydvest og skabte oneota kulturen på prærien vest for Mississippi River.:11  Immigranterne udgjorde spiren til sidenhen historisk kendte stammer som winnebago (ho chunk), ioway, otoe og også missouria.:10  Da en del af stamgruppen opholdt sig ved Grand Rivers udløb i Missouri River i det nuværende centrale Missouri opstod der en strid som følge af en kontroversiel romance. Traditionen fortæller videre, hvordan mange familier fortørnet fortsatte op ad Missouri River og skilte sig ud som otoe stammen, mens resten, missouriaerne, forblev på stedet.:13  Der var måske 10.000 missouriaer på dette tidspunkt.:34 
Kvinderne i stammens 10 klaner:20  fremstillede lertøj:9  og dyrkede lidt majs og andre afgrøder, mens mændene gik på jagt. Familierne levede i byer under tilsåningen af markerne og ved høsttid, men ellers drog de klanvis langt omkring på prærien efter navnlig bisoner,:11  men også f.eks. kalkuner.:48  Jagtmarkerne strakte sig østpå fra Missouri River mod Des Moines - og Mississippi River:47  og vestpå ind på den sydlige prærie.:38  Hjemmene af lette hytter var enten wigwams med et træskelet dækket af stråmåtter, eller de var større barkhuse, der måske også kom i brug under rådssamlinger.:43  Rundt omkring i byerne var der forrådsgruber til opbevaring af høstudbyttet. Når omstændighederne krævede det, brød missouriaerne op og anlagde en ny by et andet sted.:33 
Missouriaerne havde flere byer syd for Missouri River i staten Missouri. Den store Utz Site ligger i Saline amt lidt syd for det nutidige Maimi. Byen var beboet af missouriaer fra omkring 1450 og var muligvis en ældre byplads overtaget af dem,:14  men de levede på stedet gennem flere perioder indtil omkring 1723.:12  Lige ved siden af byen omgav de et seks acres stort, aflangt og irregulært område med tre lange og næsten sammenhængende jordvolde af mere end en meters højde. På inder- og ydersiden af voldene var der gravede grøfter af knap to meters dybde. Missouriaerne afholdt muligvis ceremonier af en art indenfor voldene, der nu er kendt som The Old Fort.:72  Hele den arkæologiske plads dækker et areal på mere end 300 acres og er et National Historic Site.:12 

### Historisk tid

#### År 1673 til 1700
Missouriaernes eksistens kom til de hvides kendskab i 1673. Da sejlede jesuit missionær Jacques Marquette og handelsmanden Louis Joliet ned ad Mississippi River og hørte om dette indfødte folk, der boede 250 kilometer:98  oppe ad Missouri River.:3  I anden- eller tredjehånds rapporter omtaltes stammen som en talstærk nation de følgende år.:12  Fra 1682 lå missouriaernes byer i fransk krævet territorium, Louisiana, uden at de vidste noget om det.:55 
Stammen kom formentlig i besiddelse af heste senest i 1680'erne,:50  og velstand begyndte at blive målt i ejede ride- og pakdyr. En måde at berige sig på var ved at tage heste fra både indfødte amerikanere og de hvide.:51 
Omtrent samtidig lærte missouriaerne om de franske handelsstationer ved f.eks. Illinois River og opsøgte dem for at bytte skind og huder til europæiske varer.:55  I jagten på skind (og også heste) udvidede missouriaerne og de stærke osager i fællesskab deres kontrol over nogle af de vildt-rige jagtmarker i Arkansas, Oklahoma og Kansas på bekostning af andre stammer som pawnee og wichita.:9 

#### År 1700 til 1800
Fra 1700-tallet svandt stammen konstant ind som følge af vedvarende krige med fjendtlige stammer og dødelige sygdomme.:101  En epidemi ramte muligvis missouriaerne straks efter indgangen i det nye århundrede,:34  og i 1763 og igen i 1781 mistede mange livet under koppe-epidemier.:36  Stammen talte ca. 1.000 folk i 1777, men i 1804 var befolkningen mere end halveret.:37 
Trods det tidlige brud med otoerne var de to stammer tætte allierede. En anden nær støtte var little osage divisionen i osage stammen. De og missouriaerne boede ofte i byer ikke langt fra hinanden for gensidig tryghed.:70  Ellers stod missouriaerne på god fod med kansaerne vestpå og også med illinierne (illinoiserne) mod øst. Af indfødte fjender var der navnlig sac og fox stammerne samt de sprogligt beslægtede iowayer og winnebagoer, alle nordpå.:106  Med mellemrum kom det til sammenstød med big osagerne lige sydpå uagtet missouriaernes alliance med little osagerne.:52  Missouria høvding Quapaw Indian Striker’s navn vidner om kampe udkæmpet med quapaw indianerne i Arkansas.:137  Hvide handelsfolk på vej op ad Missouri River til fjernere stammer blev stoppet og frataget deres varer; de uheldigste mistede livet tillige.:62  Missouriaerne var generelt på god fod med franskmændene, men de spillede dem ud mod de konkurrerende briter for at opnå handelsfordele.:83 
Missouriaerne, osagerne og illinierne reagerede på franske nødråb i 1712, da fox -, mascouten - og kickapoo krigere belejrede Fort Pontchartrain ved Detroit, Michigan, over 800 kilometer borte.:96  Kun kickapooerne undslap et stort nederlag, da blokaden af fortet blev brudt med magt. Kampen gjorde intet godt for de i forvejen dårlige relationer mellem missouria - og fox stammen.:63 
I 1725 sejlede et missouria overhoved over Atlanten til Frankrig sammen med bl.a. høvdinge fra illinierne, otoerne og osagerne. De opnåede at hilse på den 15 årige kong Ludvig 15, der bl.a. gav dem hver en medaljon med guldkæde og et gevær.:16 
Missouriaerne støttede franskmændene i krigen mod briterne fra 1754 til 1763 til ingen nytte.:83  Frankrig måtte bøje sig for englændernes krav på territoriet øst for Mississippi River,:84  mens fransk Louisiana med missouria byerne kom på spanske hænder i 1762.:38  Som før spillede missouriaerne to konkurrerende europæiske magter i den nordamerikanske vildmark, nu Spanien og Storbritanien, ud mod hinanden for egen vindings skyld.:90  Nogle missouria byer i spansk Louisiana flagede åbenlyst med det britiske flag i 1767.:118  Da sac og fox krigere bortførte 10 missouriaer i 1777 fik en spansk mægler pas til britisk territorium og løskøbte fire af fangerne for at skaffe Spanien goodwill hos stammen.:97  Missouriaerne stjal dog stadig arbejdsheste fra nybyggerne i St. Louis de næste år,:99  men det kom sjældent til direkte sammenstød mellem stammen og Spanien.:101  Derimod opmuntrede Spanien tilsyneladende stammer som sac og fox samt f.eks. potawatomie krigere til at slå til mod missouriaerne.:96 
I 1764 søgte op mod 600 missouriaer for en tid tilflugt hos først militærstationen Fort de Chartres i Illinois og siden hos de franske nybyggere i det vordende St. Louis, Missouri, for at være i sikkerhed for big osagerne.:109 
Bevæbnet med ildvåben købt af briterne og mindre svækket af epidemier kunne sac og fox stammerne efterhånden hamle op med de hensvindende missouriaer.:101  Engang tidligt i 1790'erne:111  overraskede de deres arvefjender på vej ned ad Missouri River i trækanoer og dræbte op mod halvdelen af alle stammens folk. Mange faldt angiveligt under kampe udkæmpet med håndvåben på lavt vand.:246  Efter massakren, samt måske andre nederlag ikke registreret af historien,:107  var det umuligt for de få missouriaer at eksistere som en nation alene. Den følgende tid indledte størsteparten af dem et fællesskab med otoerne i disses byer ved Platte River i Nebraska. Andre fandt husly hos enten little osagerne ved Neosho River i Kansas eller hos kansaerne.:111  Sac og fox stammerne samt iowayerne udnyttede sejren til at overtage missouriaernes gamle magtområde nord for Missouri River:154  og afstå det til USA i 1824.:150 

#### År 1800 til 1900
Missouriaernes materielle kultur ændrede sig efter unionen med otoerne. Som alle andre i otoe byerne begyndte de at bo i jordhytter, og på jagtekspeditioner sov de i tipier.:45 
Efter Louisiana-købet i 1803 var det USA, der gjorde overordnede krav på territoriet med missouria/otoe byerne.:112  Den 2. august 1804 mødte seks missouria overhoveder med Lewis og Clark-ekspeditionen i Nebraska og udvekslede venskabsgaver.:114  Akkurat da lå missouriaerne i krig med omahaerne mod nord, og de frygtede pawneernes hævn efter at have stjålet majs fra dem i en tom by.:115 
Med størsteparten af missouriaerne bosat i Nebraska efter nederlaget til sac og fox stammerne gjorde osagerne krav på det gamle missouria territorium syd for Missouri River, men de afstod det til USA i 1808.:10  Militær- og handelsstationen Fort Osage øst for dagens Kansas City, Missouri, blev bygget af amerikanerne samme år, og bl.a. missouriaerne og little osagerne handlede der med mellemrum til 1822.:119 
Missouriaerne og ligeså otoerne lod sig ikke blande ind i den amerikansk-engelske krig 1812-1814.:124  De modstod tilskyndelserne fra både pro-britiske kickapoos og shawneer:122  og amerikanerne, der håbede på at vinde dem for deres sag.:123 
I 1817 indgik strengt taget kun otoerne og USA en traktat, hvori stammen anerkendte at være under USA's beskyttelse; fem missouria talsmænd satte imidlertid deres kryds på dokumentet.:124  Den 26. september 1825 gik missouriaerne og otoerne ind på en fælles traktat med USA, hvori de bl.a. anerkendte USA's overhøjhed.:237-239  Fem år senere afstod 10 forskellige stammer i fællesskab, bl.a. de to omtalte, store landområder øst for Missouri River i både Minnesota, Iowa og Missouri, muligvis efter nogen overtalelse fra amerikanernes side.:727  Missouriaerne og otoerne afstod omkring en tredjedel af deres land vest for Missouri River i september 1833.:400  I 1836 afstod de og tre andre indianske folk, hvad de end mente at have af landkrav på et område, der strakte sig øst fra Missouri River til den da gældende vestlige grænse for staten Missouri.:85  Endelig i december 1854 udpegede USA et lille reservat til missouriaerne og otoerne ved Big Blue River på begge sider af grænsen mellem Nebraska og Kansas, efter at disse havde afstået hele deres oprindelige territorium (som anerkendt af USA) ved Missouri River.:661  Reservatet lå i et prærieområde, som kansa stammen havde afstået til USA i 1825.:106  Det lille reservat blev endnu mindre i 1876, og efter den 3. marts 1881 eksisterede det ikke mere. Siden har de to stammer haft reservat i Oklahoma.:799 
Først George Catlin i de tidlige 1830ere:486  og dernæst Karl Bodmer med Maximilian zu Wied i 1834 stiftede kortvarigt bekendskab med missourierne og forevigede et par af dem.:467 
Det kom til et mindre brud mellem missouriaerne og otoerne i 1839. Missouriaerne opførte deres egen by tæt ved Platte Rivers munding.:131 
Det tætteste missouriaerne kom på en blodig konflikt med USA var i 1840, da de og otoerne dræbte flere nybyggeres tamkvæg i Missouri af mangel på bisoner at jage. Stammerne lod sig eskortere tilbage til Nebraska af soldater fra Fort Leavenworth i Kansas uden kamp.:131 
I Big Blue River reservatet holdt missouriaerne og otoerne fast ved traditionen om at være jægerfolk. De fleste snakkede stadig mest deres eget sprog og ikke amerikansk, og kun få var i familie med hvide. Problemer med druk blev mærkbare.:133  Stammernes sidste bisonjagt i enten 1874 eller 1876 bragte dem næsten til Wyoming, men kronedes så også med held.:133 
I 1876 var kun de traditionelle missouriaer og otoer opsatte på at afstå Big Blue River reservatet i Nebraska til fordel for et nyt i Indianer-territoriet (Oklahoma). Dér håbede de at komme på så stor afstand fra hvid civilisation, at de kunne undgå indblanding og påvirkning fra USA. Andre i stammerne ønskede at bevare reservatet for at forvandle sig til fuldtids-farmere efter amerikansk forbillede. Dele af reservatet blev solgt af USA til nybyggere i 1877. Året efter forlod traditionalisterne Big Blue River og slog sig ned i Oklahoma ved siden af deres gamle fjender i sac og fox reservatet.:135  I 1881 måtte resten af stammerne forlade Nebraska for at bosætte sig i et reservat i Oklahoma, der grænsede op til bl.a. poncaerne og pawneernes reservater.:34  Her samlede alle missouriaerne og otoerne sig med tiden. Stammerne måtte vente til 1899, før de modtog pengene fra salget af Big Blue River reservatet, der kun havde indbragt mindre end halvdelen af det forventede beløb.:278 
”Dawes act” trådte i kraft blandt missouriaer og otoer i 1894, hvorved reservatet blev opdelt i individuelt ejede jordlodder. De ”overskydende” parceller (land i reservatet der var tilbage efter at de fåtallige stammemedlemmer havde fået tildelt deres jordlodder) blev solgt til nybyggere.:139  Det lykkedes amerikanske forretningsfolk at lokke flere af reservat-beboerne til at sælge deres jordlodder, så 30 år senere var 90 % af det oprindelige reservat på amerikanske hænder.:140 

## Kendte otoe-missouriaer
Truman Washington Dailey.